# Cavia (Hiszpania)
Cavia – gmina w Hiszpanii, w prowincji Burgos, w Kastylii i León, o powierzchni 12,97 km². W 2011 roku gmina liczyła 283 mieszkańców.